# Xã Brookfield, Quận Eaton, Michigan
Xã Brookfield (tiếng Anh: Brookfield Township) là một xã thuộc quận Eaton, tiểu bang Michigan, Hoa Kỳ. Năm 2010, dân số của xã này là 1.537 người.